# Three Waterline Square
Three Waterline Square är ett höghus som ligger inom byggnadskomplexet Waterline Square på Manhattan i New York, New York i USA.
Byggnaden uppfördes mellan 2016 och 2019 som en fastighet för bostäder. Den är 119,2 meter hög och har 34 våningar.